# Lorenzo Crounse
Lorenzo Crounse, né le 27 janvier 1834 et mort le 13 mai 1909, est un homme politique républicain américain. Il est le 8e gouverneur du Nebraska entre 1893 et 1895.

## Sources
- (en) Cet article est partiellement ou en totalité issu de l’article de Wikipédia en anglais intitulé « Lorenzo Crounse » (voir la liste des auteurs).